# Морне Нагел
Морне Нагел (нід. Morné Nagel; нар. 23 березня 1978) — південноафриканський легкоатлет, який спеціалізувався в бігу на короткі дистанції.

## Спортивні досягнення
Чемпіон світу з естафетного бігу 4×100 метрів (2001). Фіналіст (6-е місце) змагань з естафетного бігу 4×100 метрів на чемпіонаті світу (1999).
Бронзовий призер чемпіонату Африки з бігу на 200 метрів (2004).
Срібний призер Універсіади з естафетного бігу 4×100 метрів (1999).
Фіналіст (6-е місце) змагань з бігу на 200 метрів на Іграх Співдружності (2002).
Чемпіон ПАР з бігу на 100 метрів (2002, 2003) та з бігу на 200 метрів (2003).
Рекордсмен країни в приміщенні з бігу на 50 та 60 метрів.